# Mihailo Bjeladinović
Mihailo Bjeladinović, cyrilicí Михаило Бјеладиновић (7. října 1864 Risan – 25. října 1910 Risan), byl rakouský právník a politik srbské národnosti z Dalmácie, na počátku 20. století poslanec Říšské rady.

## Biografie
Byl soudním tajemníkem v Kotoru. Pocházel z rodiny obchodníka. V letech 1878–1886 studoval na gymnáziu v Kotoru, pak v letech 1886–1890 na Vídeňské univerzitě. Sloužil jako jednoroční dobrovolník v armádě. Byl členem revizního výboru srbské spořitelny pro Boku kotorskou. Zastával post okresního soudce v Risanu.
Působil i jako poslanec Říšské rady (celostátního parlamentu Předlitavska), kam usedl ve volbách do Říšské rady roku 1907, konaných poprvé podle všeobecného a rovného volebního práva. Byl zvolen za obvod Dalmácie 11. Poslancem byl až do své smrti roku 1910. Místo něj pak byl do parlamentu zvolen Božidar Vukotić. Ten ale mandát nepřevzal, protože mezitím došlo k rozpuštění sněmovny a vypsání nových řádných voleb. Po volbách roku 1907 byl uváděn coby člen poslaneckého klubu Svaz Jihoslovanů.
Na jednání Říšské rady nosil místní risanský kroj.
Zemřel v říjnu 1910.